# Johannes Ullrich
Johannes Ullrich (* 17. Februar 1902 in Marklissa, Landkreis Lauban, Provinz Schlesien; † 25. Dezember 1965 in Bonn) war ein deutscher Historiker, Archivar und Leiter des Politischen Archivs des Auswärtigen Amts (1938–1945, 1956–1965).

## Leben
Nach dem Besuch des Victoria-Gymnasiums in Potsdam studierte Johannes Ullrich an der Universität Berlin Geschichte und promovierte 1929 bei Friedrich Meinecke mit einer Arbeit über Heinrich Laube als politischen Charakter.
Von 1930 bis 1931 absolvierte er die preußische Archivarsausbildung am Institut für Archivwissenschaft in Berlin-Dahlem. Nach bestandenem Examen fand er eine Anstellung beim Politischen Archiv des Auswärtigen Amtes (AA) in Berlin, wo er sich innerhalb weniger Jahre vom wissenschaftlichen Hilfsarbeiter (1933) zum Archivleiter (1938) hocharbeitete. Obwohl er sich weigerte, der NSDAP beizutreten, und auch anderweitig als kritischer Geist auffiel, wurde er 1939 zum Legationsrat ernannt und verbeamtet. Weitere turnusmäßige Beförderungen blieben jedoch aus.
Im August 1940 kündigte Ullrich im Auftrag des AA dem OKW die Entsendung einer Kommission an, die in Tours nachgewiesene Akten des französischen Außenministeriums (Quai d’Orsay) überprüfen sollte. Neben Kurt Jagow gehörten ihr Peter Klassen und Heinz Günther Sasse an. Nach einem Bericht Jagows wurde „vordringlich zur Bearbeitung geeignet erscheinendes Material“ nach Berlin überführt. Die Beschlagnahme der Akten erfolgte durch das „Sonderkommando Künsberg“.
Auf Anordnung seiner Vorgesetzten lagerte Ullrich im Sommer 1943 wichtige Archivalien des Auswärtigen Amtes aus dem gefährdeten Berlin in den Harz aus. Entgegen einer Anweisung Anfang 1945, sich aus Gründen der persönlichen Sicherheit zu dem ausgelagerten Archivgut in den Harz zu begeben, blieb er aus Sorge um die in der Hauptstadt verbliebenen Archivbestände in Berlin.
Noch im April 1945 wurde er durch die sowjetische Besatzungsmacht festgenommen, mehrere Monate in Berlin inhaftiert und schließlich nach Moskau ausgeflogen. Es folgten eine dreijährige Haftzeit sowie die Verurteilung (1948) durch ein Militärgericht zu zehn Jahren Arbeitslager. Anfang 1955 wurde Ullrich entlassen und kam körperlich und seelisch schwer angeschlagen nach Berlin zurück. Nach mehreren Monaten der Rekonvaleszenz wurde er 1956 in seine alte Position als Leiter des Politischen Archivs wieder eingesetzt. Dort wirkte er bis zu seinem frühen Tod im Jahr 1965.

## Schriften
- Heinrich Laubes politischer Entwicklungsgang bis zum Jahre 1834. Ebering, Berlin 1934.

- Generalfeldmarschall Hermann von Boyen (= Die großen preußischen Generale, Bd. 5). Deutsche Verlagsgesellschaft, Berlin 1936.
- Das deutsche Volksheer im 19. Jahrhundert. In: Die deutsche Soldatenkunde, Bd. 1 (1937), S. 94–148.
- Landwehr und Landsturm in den Befreiungskriegen. In: Wissen und Wehr. Monatsschrift der Deutschen Gesellschaft für Wehrpolitik und Wehrwissenschaften, Bd. 19 (1938), S. 521–541.

- Das Kriegswesen im Wandel der Zeiten. 2. Aufl. Koehler & Amelang, Leipzig 1941.

- (Hrsg.): Deutsches Soldatentum. Dokumente und Selbstzeugnisse aus elf Jahrhunderten deutscher Wehrgeschichte. Kröner, Stuttgart 1942